# Kvarnsjön (Tveta socken, Småland)
Kvarnsjön är en sjö i Hultsfreds kommun i Småland och ingår i Emåns huvudavrinningsområde. Sjön är 12 meter djup, har en yta på 0,12 kvadratkilometer och är belägen 109,3 meter över havet.

## Delavrinningsområde
Kvarnsjön ingår i det delavrinningsområde (635257-150582) som SMHI kallar för Ovan 635212-150670. Medelhöjden är 104 meter över havet och ytan är 28,87 kvadratkilometer. Räknas de 227 avrinningsområdena uppströms in blir den ackumulerade arean 3 486,47 kvadratkilometer. Avrinningsområdets utflöde Emån mynnar i havet. Avrinningsområdet består mestadels av skog (50 procent) och jordbruk (38 procent). Avrinningsområdet har 0,28 kvadratkilometer vattenytor vilket ger det en sjöprocent på 1 procent. Bebyggelsen i området täcker en yta av 0,39 kvadratkilometer eller 1 procent av avrinningsområdet.